# Papiro 89
O Papiro 89 ({\displaystyle {\mathfrak {P}}}89) é um antigo papiro do Novo Testamento que contém fragmentos do capítulo seis da Epístola aos Hebreus (6:7-9,15-17).